# 艾奧瓦鎮區 (阿勒馬基縣)
艾奥瓦鎮區（Iowa Township），美国艾奥瓦州阿勒马基县的一个鎮區，总面积96.64平方公里，总人口744（2010年美国人口普查）。该鎮區有一个建制居民点，即新阿尔宾。